# 石巻競馬場 (蛇田)

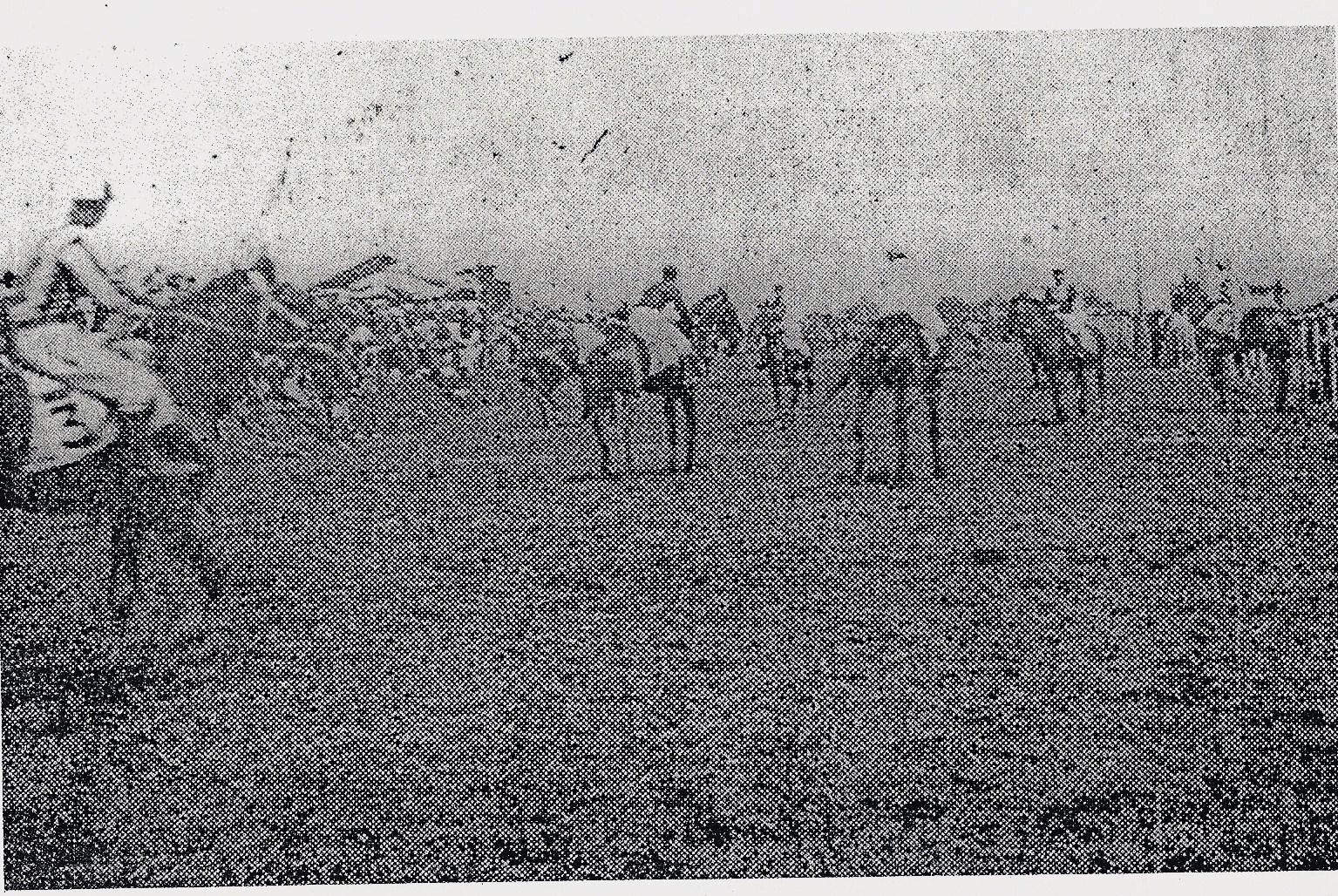
大正5年5月の石巻競馬場(蛇田)の開催風景

石巻競馬場（蛇田）（いしのまきけいばじょうへびた）は、現在の宮城県石巻市門脇青葉西〜蛇田新下前沼〜蛇田新東前沼（青葉神社北側周辺）にかつて存在した競馬場。
1915年（大正4年）5月に設置、競馬が開催され、春季と秋季に競馬を開催したが、1929年（昭和4年）頃に宮城電気鉄道（現在のJR仙石線）の線路用地として買収されたため閉鎖された。当時の呼称は石巻競馬場であるが、石巻競馬場と呼称される競馬場は他に、昭和初期の石巻競馬場 (水押)と戦後の石巻競馬場 (雲雀野)があるので、本稿では混同を避けるために石巻競馬場（蛇田）と表記する。

## 概要

競馬開催にあたり農林大臣に補助金を申請する書面に添付されていた略図　大正14年8月18日付

石巻市史第5巻蛇田村史や石巻市史第23編第三章によれば、大正4年に蛇田村村長遠藤章平が会長となって蛇田競馬協会が発足し、個人所有の田圃と村有地の谷地を買収して競馬場を設置したとある。同史には「草競馬ながら時人の圧倒的な声援を得て老若男女弁当参集で楽しんだ」との記述がみられるが、1．県の馬産奨励に応じての開催であった事、2．（公式競馬の記録と一致する）春秋二期の開催であった事、3．他にも花競馬が開催されていた4. 勝馬投票券があった　と記述されている事から、この下りは草競馬ではなくて公式競馬の事を示すものと思われる。
開設当初は2万人（開催期間の延べ入場人数か。同時代の宮城県内の競馬場の一日の入場者数は多くても5000人程度）の入場者があったとされ、大人10銭、小人5銭、勝馬投票券が50銭であったという。大正14年8月18日付の農林大臣宛ての補助金申請書類によれば、一周は800m、内埒は木柵、外埒は土塁、土塁の上に審判所があり、他に検量所、賞典授与所、観覧席、救護所、騎手馬主控所、馬繋所、事務所等の設備があったという。

## 所在地
大正五年発行の「牡鹿郡案内誌」に青葉神社の北隣に石巻競馬場があるとの記述がある。大正十四年の農林大臣宛補助金交付申請文書に添付された敷地略図には南北に長い半哩の楕円コースが描かれており、敷地の南北の長さは少なくとも300ｍ程度はあったと思われる。青葉神社（当時と同じ敷地に現存）の北隣（青葉西）からさらに北に300ｍ程進むとＪＲ仙石線を跨いで新東前沼に至る。これは「石巻市史」第五巻の「仙石線がこの附近を通過したため」移転したとの記述とも一致する。これらのことから、大正期の石巻競馬場は、現在の石巻市門脇青葉西〜蛇田新下前沼〜蛇田新東前沼に存在したと推定される。

## 開催の記録
以下に、石巻蛇田競馬の開催記録の内、現存するものを記載する。

### 大正4年5月の開催
大正4年5月15日　石巻蛇田競馬の番組表
|    | 競走名称           | 距離  | 勝馬 |
| -- | ------------------ | ----- | ---- |
| 一 | 本県産各新馬競走   | 1200m | ?    |
| 二 | 内国産各馬競走     | 1600m | ?    |
| 三 | 本県産四歳新馬競走 | 1200m | ?    |
| 四 | 内国産各新馬競走   | 1200m | ?    |
| 五 | 本県産各馬競走     | 2400m | ?    |
| 六 | 内国産各馬競走     | 2400m | ?    |
| 七 | 本県各新馬競走     | 1600m | ?    |

大正4年5月16日　石巻蛇田競馬の番組表
|    | 競走名称                       | 距離  | 勝馬 |
| -- | ------------------------------ | ----- | ---- |
| 一 | 本県産各新馬競走               | 1200m | ?    |
| 二 | 内国産各馬競走                 | 1600m | ?    |
| 三 | 本県産四才新馬競走             | 1200m | ?    |
| 四 | 内国産各馬競走                 | 2400m | ?    |
| 五 | 本県産各馬競走                 | 2400m | ?    |
| 六 | 内国産各新馬競走               | 1600m | ?    |
| 七 | 本県産優勝馬ハンデキャップ競走 | 2400m | 栗駒 |

優勝馬プロフィール
- 馬名　：栗駒
- 品種　：内洋
- 性別　：牡馬
- 年齢　：7歳
- 産地　：栗原花山
- タイム：3分12秒

### 大正6年5月の開催
当初は5月5日、6日の開催の予定であったが、雨天のため開催を順延し5月6日、7日の開催となった。申込頭数新馬16頭、古馬13頭であった。
大正6年5月6日　石巻蛇田競馬の結果
|    | 競走名称           | 距離  | 勝馬       | タイム   | 賞金 |
| -- | ------------------ | ----- | ---------- | -------- | ---- |
| 一 | 本県産新馬競走     | 1200m | ローヤル   | 1分32秒6 | 20円 |
| 二 | 内国産各馬競走     | 1600m | 勝龍       | 2分06秒  | 20円 |
| 三 | 本県産各馬競走     | 1600m | ダイアデム | 2分09秒  | 20円 |
| 四 | 本県産新馬競走     | 1200m | オリオン   | 1分34秒8 | 20円 |
| 五 | 内国産各馬競走     | 2400m | 米花       | 3分24秒2 | 20円 |
| 六 | 本県産各馬競走     | 2400m | フユレー   | 3分23秒  | 20円 |
| 七 | 本県産四歳新馬競走 | 1600m | オームス   | 2分19秒  | 20円 |

大正6年5月7日　石巻蛇田競馬の結果
|    | 競走名称                                   | 距離  | 勝馬     | タイム   | 賞金  |
| -- | ------------------------------------------ | ----- | -------- | -------- | ----- |
| 一 | 本県産新馬競走                             | 1200m | 咲花     | 1分40秒2 | 20円  |
| 二 | 内国産各馬競走                             | 1600m | 飛龍     | 2分12秒4 | 20円  |
| 三 | 本県産各馬競走                             | 1600m | 宮本     | 2分26秒4 | 20円  |
| 四 | 本県産各馬競走                             | 1600m | 清龍     | 2分20秒4 | 20円  |
| 五 | 内国産4歳新馬競走                          | 1200m | 福花     | 1分47秒6 | 20円  |
| 六 | 内国産各馬二着以上入賞馬ハンデキャップ競走 | 2400m | フユレー | 3分21秒4 | 60円  |
| 七 | 本県産新馬二着以上入賞馬ハンデキャップ競走 | 2400m | オリオン | 3分23秒  | 100円 |

### 大正7年9月の開催
大正7年秋季の開催は9月12日、13日に行われた。申込頭数新馬35頭、古馬10頭であった。
大正7年9月12日　石巻蛇田競馬の結果
|    | 競走名称         | 距離  | 勝馬           | タイム   | 賞金 |
| -- | ---------------- | ----- | -------------- | -------- | ---- |
| 一 | 本県産新馬競走   | 1600m | リーアル       | 2分11秒6 | 30円 |
| 二 | 本県産各馬競走   | 1600m | オリオン       | 2分04秒2 | 25円 |
| 三 | 内国産各馬競走   | 2400m | 玉電           | 3分17秒6 | 30円 |
| 四 | 本県産新馬競走   | 1200m | コニシキ       | 1分45秒2 | 25円 |
| 五 | 本県産各馬競走   | 1600m | 玉電           | 2分05秒2 | 25円 |
| 六 | 本県産新馬競走   | 1200m | リーアル       | 1分41秒2 | 25円 |
| 七 | 本県産三歳馬競走 | 800m  | ヤングローヤル | 1分02秒4 | 15円 |

大正7年9月13日　石巻蛇田競馬の結果
|    | 競走名称                     | 距離  | 勝馬           | タイム   | 賞金  |
| -- | ---------------------------- | ----- | -------------- | -------- | ----- |
| 一 | 本県産新馬競走               | 1200m | コニシキ       | 1分39秒2 | 25円  |
| 二 | 内国産各馬競走               | 1600m | 清龍           | 2分05秒4 | 25円  |
| 三 | 本県産新馬競走               | 1200m | ヤングローヤル | 1分38秒  | 25円  |
| 四 | 本県産三才馬競走             | 800m  | ゼヘット       | 1分03秒  | 15円  |
| 五 | 内国産無償競走               | 1200m | 愛宕山         | 1分42秒4 | 15円  |
| 六 | 内国産各馬ハンデキャップ競走 | 2400m | 清龍           | 3分13秒8 | 70円  |
| 七 | 本県産新馬ハンデキャップ競走 | 2000m | コニシキ       | 2分41秒4 | 100円 |